# Solenopsis amblychila
Solenopsis amblychila é uma espécie de formiga do gênero Solenopsis, pertencente à subfamília Myrmicinae.